# رسلمانیا ۳
رسلمنیا ۳ سومین رویداد پولی سالانه کشتی حرفه‌ای رسلمنیا (PPV) بود که توسط فدراسیون جهانی کشتی (WWF، اکنون WWE) تولید شد. این رویداد در ۲۹ مارس ۱۹۸۷ در پونتیاک سیلوردوم در پونتیاک، میشیگان برگزار شد. در کل، ۱۲ مسابقه برگزار شد که در رویداد اصلی، هالک هوگان با موفقیت از قهرمانی سنگین وزن WWF در برابر آندرهٔ غول دفاع کرد.
WWF ادعا کرد که تعداد تماشاگران ۹۳٫۱۷۳ نفر بوده که بزرگترین جمعیت برای یک رویداد WWF و همچنین بزرگترین حضور ثبت‌شده در یک رویداد زنده داخل سالن در آمریکای شمالی در آن زمان باشد. با این حال، تحلیل‌های گذشته‌نگر این رویداد، تعداد حضور واقعی را حدود ۷۸٫۰۰۰ نفر تعیین کرده‌است. این رویداد با تقریباً یک میلیون طرفدار که این رویداد را در ۱۶۰ مکان در آمریکای شمالی تماشا کردند و نیز میلیون‌ها نفر دیگر از راه تماشای پولی، به عنوان اوج رونق کشتی حرفه‌ای در دهه ۱۹۸۰ در نظر گرفته می‌شود،   دبلیودبلیواف، ۱/۶ میلیون دلار در فروش بلیط به‌جیب زد و درآمد تماشای پولی، ۱۰/۳ میلیون دلار تخمین زده‌شد که رکوردی را برای آن زمان به ثبت رساند.  تنها رویداد با حضور رسمی بالاتر، رسلمنیا ۳۲ بود که در ورزشگاه ای‌تی‌اندتی در سال ۲۰۱۶ برگزار شد. رکورد بزرگترین رویداد داخل سالن تا ۲۷ ژانویه ۱۹۹۹ باقی‌ ماند ولی حضور پاپ ژان پل دوم در گنبد تی‌دبلیو‌ای در سنت لوئیس، میسوری که ۱۰۴٫۰۰۰ تماشاگر را به خود جلب کرد، از آن فراتر رفت.